# Christian Spescha
Christian Spescha (Obersaxen, 25 gennaio 1989) è un ex sciatore alpino svizzero, vincitore della Coppa Europa nel 2010.

## Biografia

### Stagioni 2005-2010
Lo sciatore, originario di Pilavarda di Obersaxen, esordì in una gara FIS il 14 dicembre 2004 a Laax giungendo 79º in slalom gigante; partecipò per la prima volta a una prova di Coppa Europa il 10 gennaio 2008, senza concludere la prima manche dello slalom gigante disputato a Hinterstoder.
Il 25 novembre 2009 in Coppa Europa conquistò, ancora in slalom gigante, la sua prima vittoria (nonché primo podio) sul tracciato di Levi, mentre il 20 dicembre successivo debuttò, nella medesima specialità, in Coppa del Mondo sull'impegnativa pista della Gran Risa in Alta Badia, senza concludere la gara. Nella stessa stagione in Coppa Europa si aggiudicò altri due successi, tra i quali l'ultimo della sua carriera nel supergigante di Les Orres del 29 gennaio, e si aggiudicò il trofeo continentale.

### Stagioni 2011-2014
Il 30 gennaio 2011 Spescha colse il suo miglior piazzamento di carriera in Coppa del Mondo, classificandosi 32º in supercombinata a Chamonix, e il 15 marzo 2012 a La Thuile salì per l'ultima volta sul podio in Coppa Europa, piazzandosi 2º in discesa libera. La sua ultima gara di Coppa del Mondo fu la discesa libera disputata a Lillehammer Kvitfjell il 2 marzo 2013, che chiuse al 52º posto.
Il 22 dicembre 2013 subì un grave infortunio a un ginocchio durante la discesa libera di Coppa Europa disputata a Madonna di Campiglio; non riuscì mai a recuperare e nel maggio del 2015 annunciò il suo ritiro dalle competizioni, senza essere più tornato a gareggiare. In carriera non prese parte né a rassegne olimpiche né iridate.

## Palmarès

### Coppa Europa
- Vincitore della Coppa Europa nel 2010
- 5 podi:
  - 3 vittorie
  - 1 secondo posto
  - 1 terzo posto

#### Coppa Europa - vittorie
| Data             | Località      | Paese     | Specialità |
| ---------------- | ------------- | --------- | ---------- |
| 25 novembre 2009 | Levi          | Finlandia | GS         |
| 15 gennaio 2010  | Patscherkofel | Austria   | DH         |
| 29 gennaio 2010  | Les Orres     | Francia   | SG         |

Legenda:

DH = discesa libera

SG = supergigante

GS = slalom gigante

### Campionati svizzeri
- 1 medaglia:[3]
  - 1 oro (supergigante nel 2011)